# Lisa Thompson (femme politique)
Pour les articles homonymes, voir Lisa Thompson et Thompson.
Lisa M. Thompson (née en 1965), est une femme politique provinciale canadienne de l'Ontario. Elle est députée provinciale progressiste-conservatrice de la circonscription ontarienne de Huron—Bruce depuis 2011.

## Biographie
Née à Wingham en Ontario, elle gradue à l'université de Guelph. Avant son élection, elle travaille comme directrice générale de la The Ontario Dairy Goat Cooperative et de la Rural Community Advisor for OMAFRA,.

## Politique
Élue en 2011, elle est réélue en 2014, 2018 et en 2022.
En 2017, elle devient critique progressiste-conservatrice en matière de Relations et Réconciliation avec les Premières Nations ainsi que critique en matière de Commerce international.
Après le départ du chef Patrick W. Brown et l'arrivée de Vic Fedeli en janvier 2018, Thompson devient présidente du nouveau caucus.
À la suite de l'élection de 2018 et de l'arrivée au pouvoir des Progressistes-conservateurs, elle est nommée ministre de l'Éducation dans le cabinet de Doug Ford. En juin 2019, elle est réaffectée au ministre du Gouvernement et des Services aux consommateurs où elle fait face au scandale sur la débâcle des plaques d'immatriculation en Ontario.